# Leonardo López Luján
Leonardo Náuhmitl López Luján (Ciutat de Mèxic, 31 de març de 1964) és un arqueòleg mexicà, actualment un dels principals investigadors de les societats prehispániques del Centre de Mèxic i de la història de l'arqueologia d'aquest país. És director del Projecte Templo Mayor de l'Instituto Nacional de Antropología e Historia (INAH) i fill del connotat historiador Alfredo López Austin.

## Estudis i vida acadèmica
Va realitzar la llicenciatura en arqueologia en la Escuela Nacional de Antropología y Historia (1983-1987), on va ser deixeble d'Eduardo Matos Moctezuma, qui va dirigir la seva tesi sobre les ofrenes del Temple Major de Tenochtitlan (1990). En 1992 es va mudar a França per fer els estudis de doctorat nou règim en la Universitat de París X Nanterre, on va ser deixeble de Jean-Claude Gardin, Michel Graulich i Alain Schnapp. Sota la direcció de Pierre Becquelin, va presentar en 1998 la seva tesi doctoral sobre la Casa de les Águilas de Tenochtitlan, obtenint els màxims honors.
Al llarg de la seva vida acadèmica ha estat investigador convidat en la Universitat de Princeton en 1995, el Museu de l'Home de París en 2002, Dumbarton Oaks (Universitat Harvard) en 2006 i lInstitut d'Estudis Avançats de París en 2013-2014 així com catedràtic hoste en la Universitat de París I Panthéon-Sorbonne en 2000, la Universitat de Roma La Sapienza en 2004, la École Pratique des Hautes Études de París en 2011 i la Universitat Francisco Marroquín de Guatemala en aquest mateix any.
En l'Instituto Nacional de Antropología e Historia de Mèxic és investigador a temps complet en el Museo del Templo Mayor des de 1988 i professor d'assignatura en l'Escuela Nacional de Conservación, Restauración y Museografía des de 2000.
De 2003 a 2005 fou secretari general de la Sociedad Mexicana de Antropología. Actualment és investigador nivell III del Sistema Nacional d'Investigadors, a més de membre de l'Acadèmia Mexicana de Ciències i l'Acadèmia Mexicana de la Història, ocupant en aquesta última la butaca 27.
En 2013 López Luján és elegit membre corresponsal de la British Academy (FBA) i membre honorari de la Society of Antiquaries of London (Hon FSA), reconeixent-se així les seves contribucions en el camp dels estudis mesoamericans.

## Investigació i difusió
Des de la infància ha participat en diversos projectes arqueològics, antropològics i històrics en les entitats mexicanes de Campeche, Chiapas, Districte Federal, Guanajuato, Estat de Mèxic, estat de Morelos, Quintana Roo i als Andes equatorians.
L'any de 1980 va ser especialment significatiu en la seva carrera, perquè va ingressar al Projecte Templo Mayor del Instituto Nacional de Antropología e Historia, col·laborant en la primera temporada d'excavacions en el recinte sagrat de Tenochtitlan sota la direcció d'Eduardo Matos Moctezuma. Onze anys després, en 1991, es va convertir en el director d'aquest projecte, càrrec que ocupa fins a l'actualitat.
Com a part dels seus treballs en el lloc de Teotihuacan, va co-dirigir amb William L. Fash i Linda Manzanilla el projecte d'excavacions del Palau de Xalla. També ha treballat amb Saburo Sugiyama i Rubén Cabrera en el Projecte Piràmide de la Lluna en aquest jaciment arqueològic.
Els seus projectes han estat patrocinats per l'INAH, la Universitat de Colorado a Boulder, la Universitat de Texas a Austin, la Universitat de Princeton i la Universitat Harvard.
Juntament amb reconeguts col·legues seus ha estat curador de les reeixides exposicions "The Aztec World" en el Museu Field de Chicago, "Moctezuma: Aztec Ruler" en el Museu Britànic de Londres, així com "Camino al Mictlan", "La Casa de las Águilas", "Sacrificios de consagración en la Pirámide de la Luna" i "Humo aromático para los dioses" al Museo del Templo Mayor de la ciutat de Mèxic.

## Premis i distincions
- Beca Salvador Novo d'El Colegio de México/Centro Mexicano de Escritores en 1985.
- Medalla Diario de México/CONACYT com el millor estudiant de Mèxic en 1991.
- Eugene Kayden Humanities Award de la Universitat de Colorado a Boulder en 1991.
- Premi del Comitè Mexicà de Ciències Històriques pel millor article de l'any en 1992, 1996 i 2007.
- Outstanding Academic Book of 1994, Choice: Current Reviews for Academic Libraries, The American Library Association.
- Premi Alfonso Caso de l'Institut Nacional d'Antropologia i Història de 1998 i 2016, i esment honorífic en 1991.
- Beca Guggenheim de la John Simon Guggenheim Memorial Foundation en 2000.
- Premi de Recerca en Ciències Socials de l'Acadèmia Mexicana de Ciències en 2000.[6]
- Beca Dumbarton Oaks de la Universitat Harvard en 2005.[7]
- Keynote Address at Convocation, 2009 Annual Conference del College Art Association (únic llatinoamericà que ha rebut aquesta distinció des de la fundació del CAA).[8]
- Membre del comitè de Sènior Fellows, Estudis Precolombinos, Dumbarton Oaks, Harvard University en 2012-2014.
- Shanghai Archaeology Forum Research Award 2015, Chinese Academy of Social Sciences.[9]
- Ha estat Distinguished lecturer o Keynote speaker de les universitats de Harvard, Stanford, Brown, Missouri, Wellesley College, Dumbarton Oaks, així com del Museu Britànic, el Museu del Quai Branly, el Museu d'Art de San Antonio i la Biblioteca del Congrés dels Estats Units.

## Obres
Llibres
- La recuperación mexica del pasado teotihuacano, 1989.
- Nómadas y sedentarios: el pasado prehispánico de Zacatecas, 1989.
- Las ofrendas del Templo Mayor de Tenochtitlan, 1993, 1994, 2005.
- Xochicalco y Tula, amb Robert H. Cobean y Guadalupe Mastache, 1995, 1996.
- El pasado indígena, amb Alfredo López Austin, 1996, 1998, 2001, 2012, 2014.
- Mito y realidad de Zuyuá, amb Alfredo López Austin, 1999, 2017.
- Viaje al mercado de México, 2000, 2013.
- Aztèques. La collection de sculptures du Musée du quai Branly, amb Marie-France Fauvet-Berthelot, 2005.
- La Casa de las Águilas, 2 vols., 2006.
- Tenochtitlan, con Judy Levin, 2006.
- Breaking Through Mexico's Past, amb Davíd Carrasco y Eduardo Matos Moctezuma, 2007, 2007.
- Escultura monumental mexica, amb Eduardo Matos Moctezuma, 2009, 2012.
- Monte Sagrado/Templo Mayor: el cerro y la pirámide en la tradición religiosa mesoamericana, amb Alfredo López Austin, 2009, 2012.
- Tlaltecuhtli, 2010.
- El capitán Guillermo Dupaix y su álbum arqueológico de 1794, 2015.
- Arqueología de la arqueología: ensayos sobre los orígenes de la disciplina en México, 2017.
- Pretérito pluscuamperfecto: visiones mesoamericanas de los vestigios arqueológicos, 2019.
- Los primeros pasos de un largo trayecto: la ilustración de tema arqueológico en la Nueva España del siglo XVIII, 2019
- El ídolo sin pies ni cabeza: la Coatlicue a finales del México virreinal, 2020.
- El pasado imaginado: arqueología y artes plásticas en México (1440-1821), 2021.
- Los muertos viven, los vivos matan: Mictlantecuhtli y el Templo Mayor de Tenochtitlan, 2021.
- Arqueología mexicana: sus orígenes y proyecciones, amb Eduardo Matos Moctezuma, 2024.
- Xcalumkín, historia de un centro maya puuc, Tomo 2: Excavaciones, materiales e interpretaciones, de Pierre Becquelin y Dominique Michelet, amb Rodolfo Ávila, Eric Taladoire, Leonardo López Luján, Marie-Charlotte Arnauld, Julie Patrois, Sara Dzul Gongora, Grégory Pereira, Chloé Andrieu y Daniel Salazar Lama, 2025.

Llibres i catàlegs col·lectius coordinats
- Atlas histórico de Mesoamérica, amb Linda Manzanilla, 1989.
- Historia antigua de México, 4 vols., amb Linda Manzanilla, 1994-1995, 2000-2001, 2014.
- Camino al Mictlan, amb Vida Mercado, 1997.
- La Casa de las Águilas: reconstrucción de un pasado, amb Luis Barba, 2000.
- Gli Aztechi tra passato e presente, amb Alessandro Lupo i Luisa Migliorati, 2006.
- Sacrificios de consagración en la Pirámide de la Luna, amb Saburo Sugiyama, 2006.
- Arqueología e historia del Centro de México. Homenaje a Eduardo Matos Moctezuma, amb Davíd Carrasco i Lourdes Cué, 2006.
- Moctezuma: Aztec Ruler, amb Colin McEwan, 2009, 2010.
- The Art of Urbanism: How Mesoamerican Kingdoms Represented Themselves in Architecture and Imagery, amb William L. Fash, 2009, 2012.
- El sacrificio humano en la tradición religiosa mesoamericana, amb Guilhem Olivier, 2010.
- Humo aromático para los dioses: una ofrenda de sahumadores al pie del Templo Mayor de Tenochtitlan, 2012, 2014.
- El oro en Mesoamérica, Arqueología Mexicana, 2017.
- Nuestra sangre, nuestro color: la escultura polícroma de Tenochtitlan, 2017.
- Al pie del Templo Mayor de Tenochtitlan: estudios en honor de Eduardo Matos Moctezuma, amb Ximena Chávez Balderas, 2 vols., 2019.
- La arqueología ilustrada americana: la universalidad de una disciplina, amb Jorge Maier Allende, 2021.
- Eduardo Matos Moctezuma: ochenta años, 2021.
- Los animales y el recinto sagrado de Tenochtitlan, amb Eduardo Matos Moctezuma, 2022.
- Ancient Mexico: Maya, Aztec, and Teotihuacan. Exhibition Catalogue, amb Saburo Sugiyama y Takeshi Inomata, 2023.
- Mexica: Des dons et des dieux au Templo Mayor, amb Fabienne de Pierrebourg y Steve Bourget, 2024.
- Mexico-Tenochtitlan: Dynamism at the Center of the World, amb Barbara E. Mundy y Elizabeth Hill Boone, 2025.